# 江戸もの
『江戸もの』（えどもの）は、グローバル・A・エンタテインメントより2005年7月7日に発売されたPlayStation 2用シミュレーションゲーム。

## 概要
江戸完全奉行鳥山金蔵になって城以外何もない更地になっている江戸を一週間毎に担当する将軍の要求（わがまま）に応え建物を建設して街を作り、また時折進軍してくる妖怪と大坂方の豊臣、大塩方、維新志士達を撃退していくSLG。同社の『悪代官』のスタッフが製作し、同作の特徴だった時代考証を無視したギャグ、パロディが盛り込まれている。イベントムービーも『悪代官』同様に実写を採用しており、メインキャストの悪徳川兄弟に『悪代官』の主演を務めた悪役商会の千本松喜兵衛を起用した。

### ゲーム進行

#### 街づくり
朝6時からリアルタイム進行で始まり江戸の更地に長屋、武家屋敷を設置し人口を増やす。一定条件に満たすと改築ＯＫのサインが出て、長屋を改築する事によって町民の財力が上がりより多くの金を店に落としていき、藩の収入が増えていく。また、商売替えというものコマンドがあり長屋を居ぬきする形で少ない資金で店を増やせる。
仲間にはそれぞれ、建設が得意、不得意があり得意なものを建設させれば通常より短い時間で建物建築ができ、さらに建設レベルを上げると建設スピードは短縮されていく。
時々、火事とスラム化が起きコレになってしまうと大幅な収入減になるので適当な人物を向かわせて早めに解決をする必要がある。
ゲーム中盤になると、番屋と侍屋敷が建設可能になりこれを敵が通りそうな所に置いておくと防衛戦時に通りすがりに攻撃し、相手のＨＰを少し削ることができる。
悪徳川将軍は人によって建設のノルマを課す将軍がおり、就任から7ターンまでの間に指定された建物を一軒でも建設できなければ所持金を半分にされてしまう。

#### 戦闘
出撃には4人まで参加可能。それぞれには配下の兵が16人つき、毎ターンごとに兵は補充し、素早さ順に攻撃の順序が決まる。攻撃は部隊長の攻撃能力より兵士の数がモノを言う仕様であり、どんなに攻守がすぐれていても、後手で兵士が削られている状態で攻撃しても相手に損害を与える事はまず期待できない。部隊長のＨＰが0になれば戦場から撤退、勝利条件は様々に異なるが敗北条件は味方の全滅のみである。
防衛戦では今まで作った江戸の町が戦場になり、部隊は倍の8人で出撃となる。いずれの場合も建物を襲撃したり破壊することはできない。

## あらすじ
元和元年、江戸城内では豊臣家滅亡祝勝会が行われていた。その頃会場から離れて一人外を眺めていた悪徳川家康は窓から見える真っ暗な町並みを見てため息を漏らす。
そこへやって来た鳥山が必死に取り成すと家康は金造を「江戸完全奉行」に指名。自分は隠居して金造の桜吹雪に身を封じ込め街づくりを見守ることにした。

## 登場人物
鳥山金蔵(演：寺田体育の日)
江戸完全奉行。江戸の街づくりを丸投げされる形で担当する。武士なのに布団にあお向けで寝る、恋愛に敏感（のつもり）で菊之助に惚れられていると思い込んでおり「服を脱いで」と言われるとしたくなって発情してると勘違いするなど所々馬鹿が出る。
菊之助（演：稲村優奈）
家康に支えるマルチパーパスお庭番。普段は男装しているが特に理由はなく、男から抱きつかれたり、自身の女中やブレザー姿を見て「気色悪い」と思うなどトランスジェンダーの気があると思われる。戦闘の性能はそこそこだが、終盤で隠密のために家来から抜けてしまう。
悪徳川家康（演：千本松喜兵衛）
悪徳川兄弟の父親。慶喜以外の息子13人が全員自分似の悪党面に絶望している。金造の桜吹雪に宿り、時に口を挟みつつ彼の街づくりを見守る。
ハエ、芸者
抽選会場におり矢が当たると将軍になってしまう。
江戸薔薇お百合
チュートリアルとゲームの進行。チュートリアルが終わると出番が減ってきたので職場が欲しいと言ってレディオ局を作らせる。
巫女
神社に住み、ハエ将軍からのお告げで神社を増やせと要求する。
悪徳川光圀
天下の副将軍。権八を怪しみ警戒するが本人も醜悪な顔をしている。
新撰組
悪徳川兄弟直属の隊士隊。近藤勇、土方歳三、芹沢鴨、沖田総司らが所属。
長谷川平蔵、シャクシャイン、オニビシ
戦闘に参加してくれる助っ人。（NPC）
間宮林蔵、ゴローニン、真田雷島
蝦夷での戦闘前に出てくる三人。七年後に再開を誓った親友のゴローニンを探す真田。その中で間宮と出会いゴローニンと二人して彼を「冷凍おじさん」と呼ぶ。なお、この三人のスキットはゲーム本編とは何も関係がない。
天草五郎
秘宝館を作ると登場し幕府から開発資金を取る。春日局に気に入られている。

### 仲間になるリーダー
柳生宗矩
無条件で仲間になる。剣の達人だが能力はあまり高くない。
服部半蔵
琉球（チャイをご馳走した事で琉球ではなくインドではないかと疑われる。）で商売に失敗し江戸に舞い戻ってきた忍者。初期能力は低いが序盤からレギュラーとして使えば優秀な人材となる。ぐるぐるホッペがトレードマーク。
小林一茶
俳人。戦闘には向かず建設要員として重宝する。
千葉周作
珈琲が大好きな剣豪。能力はあまり高くないが頭数が足りない序盤の戦闘要員。
柳生銃兵衛
鷹狩りで拳銃を使って以来銃にハマり名前も「銃兵衛」に改名した宗矩の息子。戦闘能力が高く、序盤から登場するためゲーム全体を通して主力として活躍する。
必殺シバキ人
大坂の反乱鎮圧に向かうと仲間になりハリセンで攻撃する。バランス型であるが成長が普通なため中途半端な性能になりやすく半蔵同様レギュラーメンバーとして重用すれば後半でも使える戦力にはなる。
フェニックスお七
戦争中、金蔵に惚れてしまった幽霊。彼のことを「ダーリン」と呼び意図的に火事を発生させることができる。戦闘能力は低いが補助の必殺技が強力。
鼠小僧次郎吉
義賊。服部半蔵に捕まり彼の後継者として幕府に仕える。半蔵と似た特徴だが特殊スキルを除けば性能はどれも劣る。
雷電
常に強さを求め庶民に相撲のすばらしさを広めようとする力士。攻守ともに優れているが足が遅い。
谷風
イケメン力士の評判だが自分が惚れた大奥の絵島ミキに相手にされず彼女が熱をあげている雷電をライバル視している。攻守とも雷電程高くないがスピードがある分使い勝手が良い。
湯気かおる
自称：江戸のお色気要員。温泉に行くと仲間になる。戦闘能力は平凡だが回復系の必殺技がありサポート要員としては有能。
国定忠治
極めて高バランスの侠客。賭博場でイカサマを見抜き金蔵にスカウトされる。
清水次郎蝶
縦巻きカールの女侠客。金蔵に取り入られた流れ者の国定に遅れを取るなと地元ヤクザの意地で自ら仕官。攻撃力はトップクラス。
勝海舟
必殺技が強力であるところ以外取り柄がない。龍馬の師であり改造人間になった彼のため特訓をさせる。
松尾芭蕉
俳人。「松尾芭蕉あるてぃめっとくいず」として仲間ハズレ三択に全問正解すれば仲間になる。小林一茶と同程度の能力。
森石松
ゴリラの侠客。次郎蝶が猿山に来ると子分に名乗り出る。見た目より戦闘性能が低く弱い。
坂本龍馬
高いバランスを誇る有能なリーダー。長崎の出島で意気投合した倒幕団に眠らされている間に改造手術を施される。
写楽
芸術として女の裸を見ようと銭湯の女湯を出歯亀をしていたところ金蔵に捕まる。喰らった敵の必殺技を使う「ものまね」を使うことが出来る。
一心太助
基本は町づくり要員、戦闘は平凡だがレベルアップが早いスキルがある。
旗本対決男
三日月のおじさん。シバキ人同様にバランス型で彼と非常に気が合う。
杉田玄白
医者として仲間になり催眠術も使える。医療系の建物を作る時は欠かせない存在。
本居宣長
藪医者をしていた所玄白に捕まった。自分を天才と言い張り杉田より自分が偉大だと言う事を示そうと江戸にやってきた。
大石蔵之助
処刑場を作ると仲間になる。あだ討ちに遅刻し取り残されてしまった武士。
春日局
秀忠の茶飲み友達。通称:大奥の妖怪。美少年、美男子狂いで自己顕示欲が強くお気に入りの谷風を無視した絵島をいじめるようになる。戦闘では妖怪相手に真価を発揮する。
佐々木小次郎
つばめ返しが転じてトリコロールカラーの燕球団の出で立ちで登場する剣客。
宮本武蔵
本作では珍しく肖像画そっくり。小次郎とともに戦闘要員で剣の腕、人格、恋愛対象としてもお互いに認め合う仲。
西郷隆盛
倒幕団に改造され犬以外の記憶を消され、方言の「ごわす」を「～たい」にされてしまった志士。最終盤の仲間だが優秀な性能。
高杉晋作
同じく倒幕団に改造され、赤と青の体を持つリモコン付き改造人間にされてしまった志士。

### 敵方

#### 豊臣方
豊臣秀吉
悪徳川を恨んで現世に舞い戻ってきたシンバルモンキー。
白井権八
江戸城を抜け出し豊臣と結託し暗躍する謎の男。
児雷也、風魔小太郎、由井正雪
白井権八の仲間。

#### 倒幕団
吉田松陰
幕府打倒を掲げる「倒幕団」リーダー。幕末維新の英雄を特撮ヒーローのパロディに改造していく。非常に尊敬されたくて敬意が無い呼び捨てを嫌う上ナルシストらしく“自分のために鎖国を解いて外国に行かせない幕府は無能なので滅びろ”という理由で倒幕団を結成した。
大久保利通
松陰の側近。アジトにやってきた幕府軍を「猛者」と言い西郷から「ボキャ貧」と突っ込まれる。
平賀源内
倒幕団のマッドサイエンティスト、改造手術を施す。
木戸孝允
平賀によって改名前の名前が同じ苗字の落語家の人間に改造されてしまった。
岡田以蔵
殺人狂で斬らせろと叫ぶ。
板垣退助
木戸と同じく同姓の漫画家が描く背中に鬼（般若）の顔がある人に改造された。それでも死の間際に『板垣死すとも自由は死せず！』と言って散る。

#### アメリカ
ペリー（演：ＬＥＮＡ）
日本を降伏させ植民地にするためやってきた異国の提督。訳通りではないが意味が通る日本語を使う。また目が見えるように穴が開けてある鉢巻を相手に付けさせると洗脳することが出来る。
ジョン万次郎
ペリーの付き人。金蔵からいけすかない奴と嫌われている。

#### その他敵方
天一坊、崩壊坊
生臭坊主の兄弟。無視することも可能。
大塩平八郎
吉宗の圧政に怒り反乱を起こした御家人。バズーカ狂で登場マップのタイトルは『大塩大地に立つ!!』
レザノフ
蝦夷に侵略してきたロシアの提督。
仁木弾正（ニキータ・ジョー）
レザノフの同士。合流に一足遅くレザノフが負けたことを知り弔い合戦に挑む。

### 悪徳川兄弟
慶喜以外の13人は千本松喜兵衛が一人で演じている。
悪徳川秀忠
長男。通称：「マダム将軍」。春日局が茶飲み仲間。遊里作りを要求する。
悪徳川家光
次男。通称：「筋肉将軍」。最初の将軍になり温泉作りを要求したことでそこから妖怪たちが出てくる事態を引き起こす。
悪徳川家綱
三男。通称：「御宅将軍」。自分のグッズを守るため火事を起こさないよう命じる。
悪徳川綱吉
四男。通称：「どうぶつ将軍」。博物館がプレゼントされ市内に犬が大量に発生する。
悪徳川家宣
五男。通称：「猫型時空電波将軍」。天草五郎に寄付をして資金が半分にされる。
悪徳川家継
六男。通称：「御子様将軍」。芝居小屋作りを要求する。
悪徳川吉宗
七男。通称：「暴虐将軍」。あまりの粗暴さに家康に叱られ大岡忠助を「地下奉行」に任命し勝手に大坂の税率を引き上げ反乱を招くことに。
悪徳川家重
八男。通称：「酔いどれ将軍」。いたるところで小便をする。
悪徳川家治
九男。通称：「戦国魔人オーショーグン」。将棋好きで将棋を奨励し遊郭を取り締まる。
悪徳川家斉
十男。通称：「ハードボイルド将軍」。就任翌日に悪質貨幣の開発で金の価値が下がり資金を半分にされる。
悪徳川家慶
十一男。通称：「委員長将軍」。処刑場を要求する。
悪徳川家定
十二男。通称：「美食将軍」。究極の料亭を要求する。
悪徳川家茂
十三男。通称：「健康将軍」。養生所を要求する。
悪徳川慶喜（演：金元幸二）
十四男、末っ子。兄弟の中で唯一顔が違うため上の兄弟からいじめられており終盤異国からの脅威に事態の収拾が付かなくなった状況で将軍を押し付けられる。